# Jacques Carabain
Jacques Carabain, né à Amsterdam le 23 février 1834 et décédé à Schaerbeek le 2 janvier 1933, est un peintre de paysages urbains belge d'origine néerlandaise. 

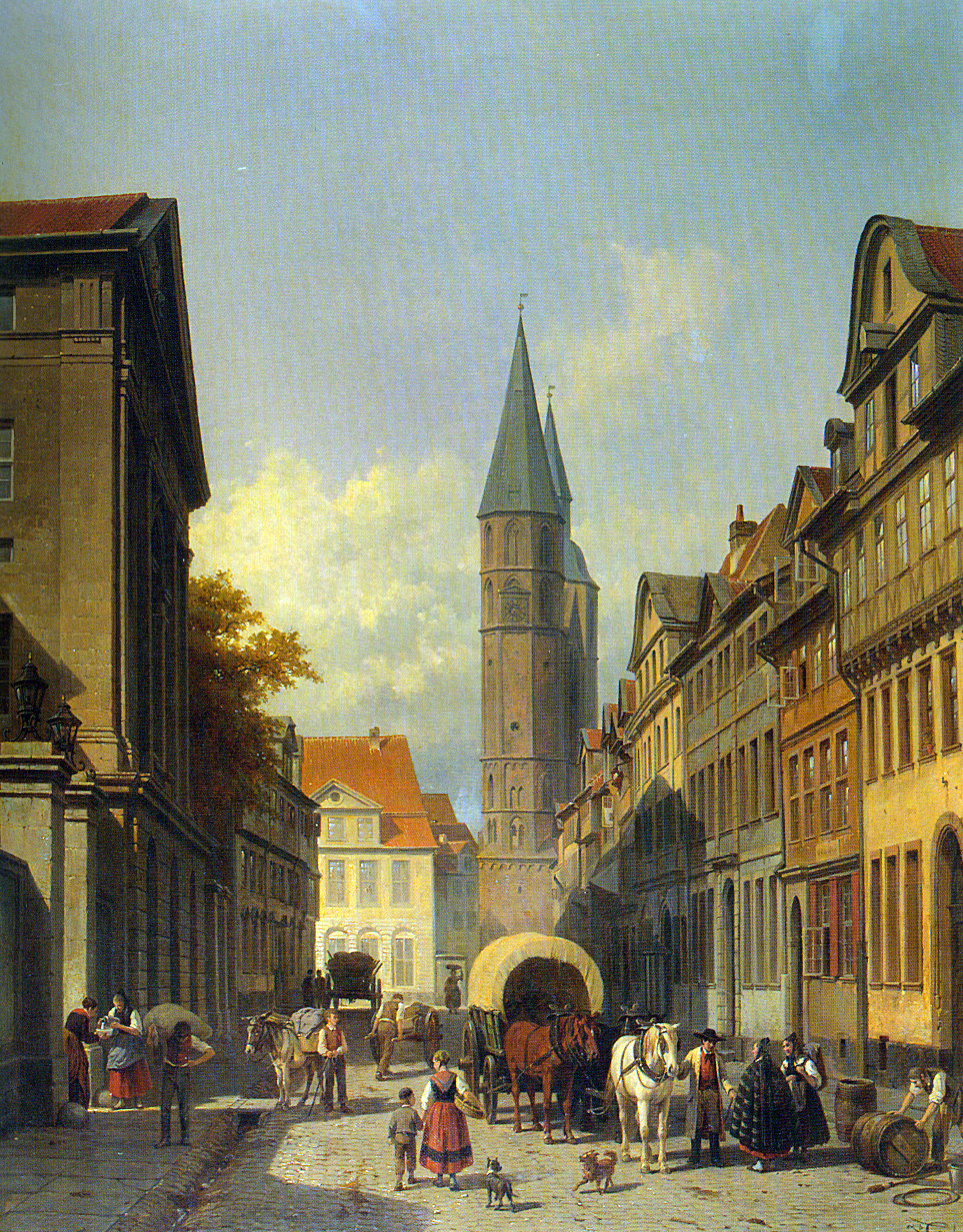
Scène de rue à Brunswick

## Origine
Jacques Carabain est né sous le nom de Jacob Frans Jozef Carabain, fils de Jacob Carabain et Jacoba Scheude Groothuijse. Il se marie à Helena Theodora Ricken et a trois enfants : Jean-Jacques, Émile-Chrétien et Victor Eugène. Deux de ses fils, Victor Carabain (né vers 1863) et Émile Carabain, sont également des artistes peintres ; Victor peint principalement des marines et Émile des natures mortes. Jacques Carabain a un petit-fils, Émile Carabain (né vers 1902) qui est sculpteur.
En 1880, Jacques Carabain obtient la nationalité belge.

## Biographie

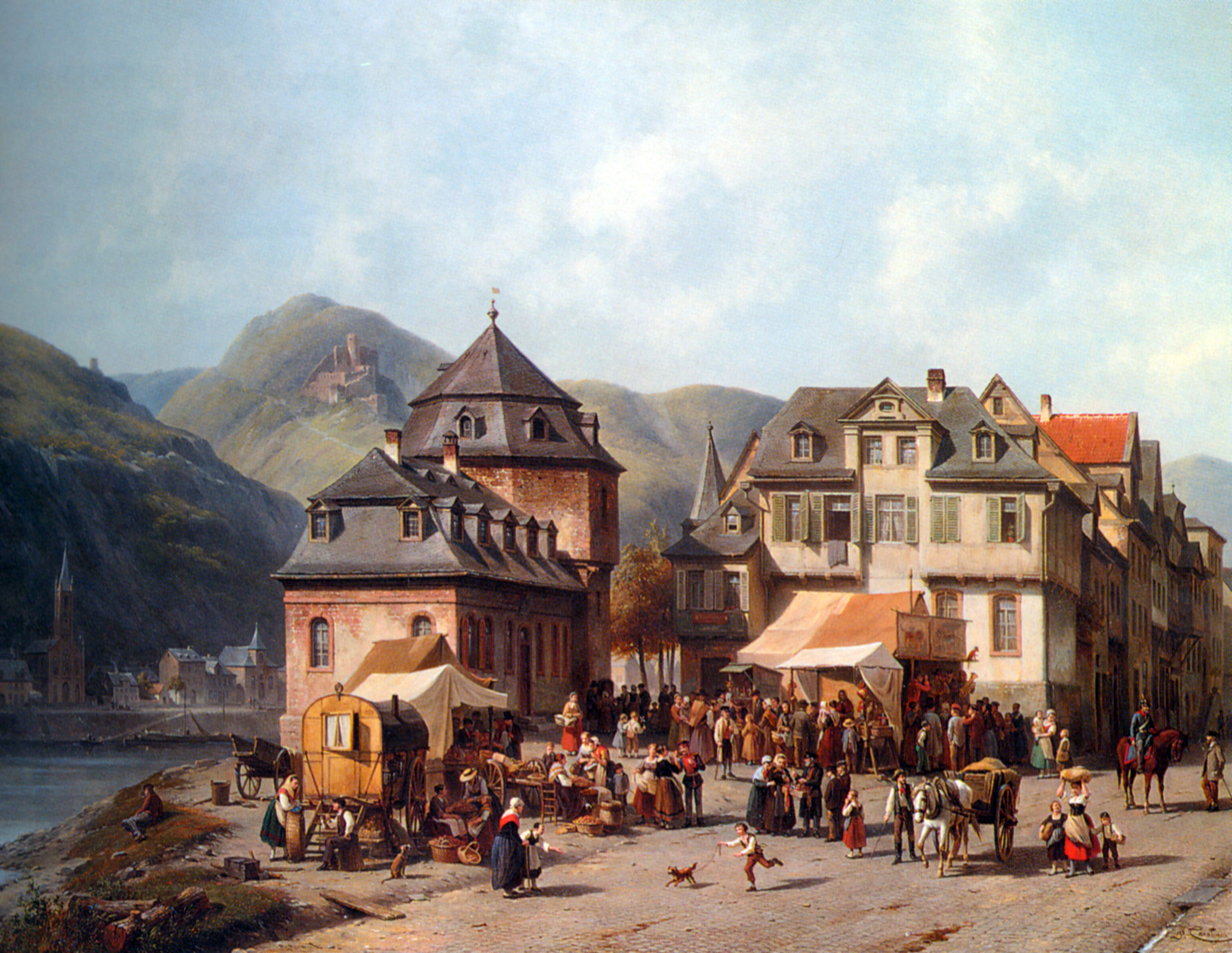
St. Goar am Rhein

Jacques Carabain fait ses études à l'académie des Arts d'Amsterdam où il est élève de J. Schoenmaker-Doyer et V. Bing. Bien qu'en début de carrière il réalise des peintures marines et des paysages fluviaux, il se spécialise dans la représentation de paysages urbains. Carabain habite et travaille à Amsterdam jusque vers 1856 et déménage ensuite pour la Belgique, d'abord à Bruxelles, rue du Marché 18 et ensuite à Schaerbeek, rue Vifquin 54. Ses fils Victor et Émile conservent ce domicile après le décès de Jacques Carabain.

## Carrière artistique
Jacques Carabain fait partie des meilleurs peintres paysagistes urbains actifs en Belgique au XIXe siècle, tels François Bossuet, François Stroobant, Gustave Walckiers, Jan Michiel Ruyten et Jean-Baptiste Van Moer.
Ses sujets ne se limitent pas aux vieilles villes de Belgique ou des Pays-Bas, mais également à des paysages urbains pittoresques de pays qu'il a visités, tels que l'Italie, l'Allemagne, la France ou l'Autriche.
Comme ses collègues précités, Jacques Carabain a une préférence pour la représentation de quartiers moyenâgeux ou baroques ainsi que pour les vieilles églises, les alignements de façades, les places de marché, les fontaines, etc. animés de personnages colorés pris dans leurs occupations quotidiennes.
Il est très difficile de donner une chronologie exacte de ses œuvres, sauf naturellement lorsque celles-ci sont datées. Les dates des œuvres se trouvent au verso des tableaux sur des étiquettes que l'artiste rédigeait. Il y annote la date et la localisation de l'œuvre et signe l'étiquette. Ces étiquettes sont malheureusement fréquemment manquantes.
Le style de Jacques Carabain est très proche de celui de François Bossuet, bien que plus lumineux et un peu moins précis dans le détail. Il reprend également fréquemment des vieux thèmes à succès, comme c'est l'usage à son époque.
Vers 1885 il séjourne quelque temps en Australie et y expose à la Victorian Academy of Arts. Durant son séjour il peint notamment : Collins Street, Melbourne (1889) Town Hall, Melbourne (1890) et King William Street, Adelaide (1907).

## Expositions et récompenses
Jacques Carabain participe durant la période de 1852 à 1892 régulièrement aux expositions des Maîtres vivants (Levende Meesters) de La Haye et d'Amsterdam, ainsi qu'à plusieurs salons belges. Il est médaillé lors des expositions à Londres en 1873 et en 1874 et à Dunkerque en 1876.

## Œuvres et expositions (liste non exhaustive)
- Paysage : Tentoonstellingen van Levende Kunstenaars (expositions d'artistes contemporains) - Amsterdam - 1852
- Paysage rocheux : Tentoonstellingen van Levende Kunstenaars - La Haye - 1853
- L'hôtel de ville à Goslar, Hanovre - Salon de Bruxelles de 1872[1]
- La halle à Nieuport - Salon de Bruxelles de 1872[1]
- La cour intérieure du palais des Scaligeri - Salon de Bruxelles de 1875[2]
- La rivière l'Adige à Vérone - Salon de Bruxelles de 1875[2]
- Paysage à Filsen sur le Rhin: Tentoonstelling Levende Meesters (exposition de maîtres contemporains)- Amsterdam 1877
- Judengasse à Salzbourg : Tentoonstelling Levende Meesters (exposition de maîtres contemporains)- Amsterdam 1877
- Côte méditerranéenne près de Nice : Tentoonstelling Levende Meesters (exposition de maîtres contemporains)- Amsterdam 1877
- Via Rocobondo à San-Remo : Tentoonstelling Levende Meesters (exposition de maîtres contemporains)- Amsterdam 1877
- Piazza delle Erbe à Padoue : Salon - Dijon 1883
- Dogana di Mare à Venise : Salon - Dijon 1887,
- Vue sur Cività Lavinia près de Rome : Salon - 1879, Bruges
- La Lesse vue à la sortie des grottes de Han : Salon de Bruxelles de 1881
- Marché aux légumes sur la Grand'Place de Bruxelles : Salon - Bruxelles 1881
- Marché aux fleurs sur la Grand'Place de Bruxelles 1886
- Rue à Narni : Salon de Bruxelles 1881
- Piazza d'Erbe à Verone : Salon - Bruxelles 1881
- Marché aux légumes derrière la basilique de Vicence : Salon - Gand 1883
- L'Arc de San Giuseppe à Sienne : Salon - Gand 1883
- L'Église de Sint-Kwintens-Lennik 1916
- Vendeuse de fleurs à Riva au Lac de Garde 1921
- Via Mezzo à Bordighera
- Rue de Monterosso
- Marché aux poissons à Chioggia
- Une noria entre Bordighera et Vintimille
- La côte à Amalfi 1902
- Moulin du Nord 1910
- Laitière italienne 1926
- Maisons rustiques à Corti avec lavandière et jeux d'enfants 1926

## Musées et collections publiques
- Auckland Art Gallery
- Bonn
- Bruxelles - Musée de la ville de Bruxelles (Maison du Roi) - Aquarelles
- Bruxelles - Hôtel de ville : vues de Bruxelles
- Bruxelles - Musée d'Ixelles
- Enschede - Rijksmuseum de Twente : Maisons au bord de l'eau
- Ypres - Musée de la ville : Grand-Place de Bruxelles
- Maaseik - Musée John Selbach
- Melbourne - La Trobe Library
- Philadelphie - Philadelphia Museum of Art : Rue à Zug en Suisse (1891)
- Prague - Musée Rudolfinum
- Poggiodomo
- Bois-le-Duc - Noordbrabants Museum : Marché de Bois-le-Duc.